# Deori (Gondia)
Deori es una ciudad censal situada en el distrito de Gondia en el estado de Maharashtra (India). Su población es de 14579 habitantes (2011). Se encuentra a 67 km de Gondia.

## Demografía
Según el censo de 2011 la población de Deori era de 14579 habitantes, de los cuales 7394 eran hombres y 7185 eran mujeres. Deori tiene una tasa media de alfabetización del 89,52%, superior a la media estatal del 82,34%: la alfabetización masculina es del 93,56%, y la alfabetización femenina del 85,37%.